# Alfa Romeo 126 RC.34
L'Alfa Romeo 126 RC.34 era un motore radiale aeronautico a 9 cilindri a singola stella raffreddato ad aria prodotto dall'azienda italiana Alfa Romeo Milano dalla fine degli anni trenta. Faceva parte di una serie di motori evoluti dallo Jupiter costruito su licenza della britannica Bristol Engine Company.
Il modello 126 RC.34 era caratterizzato dall'adozione di un compressore a singola velocità e di un riduttore interposto all'albero dell'elica.

## Velivoli utilizzatori

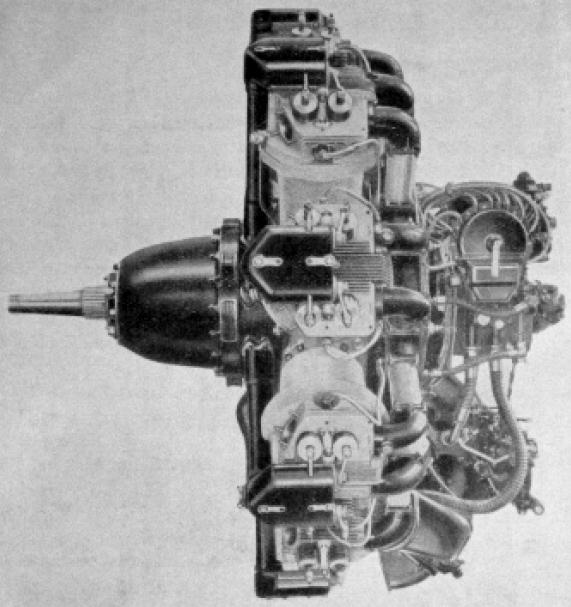
Alfa Romeo 126RC34 visto da lato
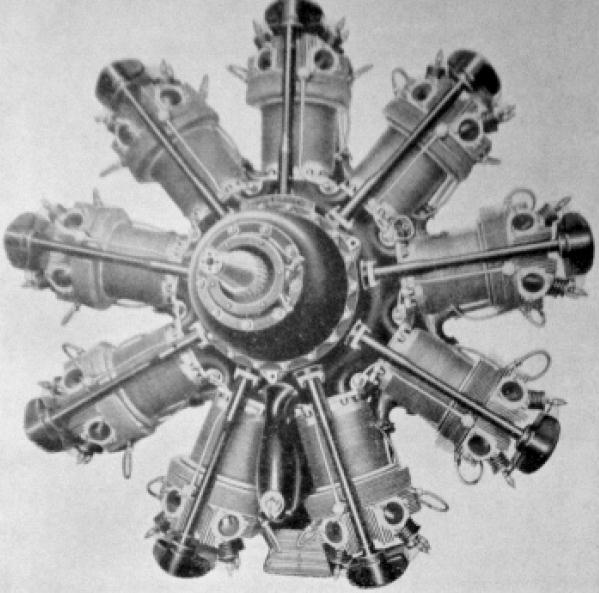
Alfa Romeo 126RC34 visto di fronte

 Bulgaria
- DAR-10A (prototipo)

 Germania
- Junkers Ju 52[1]

 Italia
- CANT Z.506B "Airone"
- CANT Z.506S
- Caproni Bergamaschi AP.1
- Savoia-Marchetti S.M.73
- Savoia-Marchetti S.74
- Savoia-Marchetti S.M.75
- Savoia-Marchetti S.M.79 "Sparviero"[2]
- Savoia-Marchetti S.M.81 "Pipistrello"
- Savoia-Marchetti S.M.83